# 弯嘴犀鸟属
，是犀鳥目犀鸟科下的一個屬。本數物種皆分布于非洲，目前下屬10個物種。

## 分類歷史
本屬為法國動物學家勒内-普里梅韦勒·莱松於1830年建立。其模式種後續在1840年由英國鳥類學家喬治·羅伯特·格雷指定為红嘴弯嘴犀鸟。其屬名源自於法國博物學家乔治-路易·勒克莱尔·德·布丰給予红嘴弯嘴犀鸟及黑嘴弯嘴犀鸟，據說該詞來自塞內加爾當地語言的一個擬聲詞。

## 物種列表
本屬物種列表如下：
- 坦桑红嘴犀鸟 Tockus ruahae Kemp, A & Delport, 2002
- 西非红嘴犀鸟 Tockus kempi Tréca & Érard, 2000
- 达马拉红嘴犀鸟 Tockus damarensis (Shelley, 1888)
- 南红嘴犀鸟 Tockus rufirostris (Sundevall, 1850)
- 红嘴弯嘴犀鸟 Tockus erythrorhynchus (Temminck, 1823)
- 蒙氏弯嘴犀鸟 Tockus monteiri Hartlaub, 1865
- 德氏弯嘴犀鸟 Tockus deckeni (Cabanis, 1868)
- 杰氏弯嘴犀鸟 Tockus jacksoni (Ogilvie-Grant, 1891)
- 南黄弯嘴犀鸟 Tockus leucomelas (Lichtenstein, MHC, 1842)
- 黄弯嘴犀鸟 Tockus flavirostris (Rüppell, 1835)

## 外部連結
- 维基共享资源上的相關多媒體資源：弯嘴犀鸟属
- 維基物種上的相關：弯嘴犀鸟属